# 克利爾沃特鎮區 (明尼蘇達州賴特縣)
克利爾沃特鎮區（英語：Clearwater Township）是位於美國明尼蘇達州賴特縣的一個行政鎮區。

## 地方資料
克利爾沃特鎮區的面積為60.71平方千米，當中陸地面積為56.95平方千米，而水域面積為3.76平方千米。根據2020年美國人口普查的數據，當地共有人口1372人，而人口密度為每平方千米22.6人。